# Oxylapia polli
Espèce
Statut de conservation UICN

 EN B1ab(iii) : En danger
Oxylapia polli  est une  espèce de poissons de la famille des Cichlidés endémique de la rivière Nosivolo à Madagascar.